# Casa al carrer Vilella, 1 (Peralada)
La Casa al carrer Vilella, 1 és una obra de Peralada (Alt Empordà) inclosa a l'Inventari del Patrimoni Arquitectònic de Catalunya.

## Descripció
Situada dins del nucli urbà de la població de Peralada, a poca distància al nord-est del nucli històric de la vila i formant cantonada amb el carrer de la Baixada de la Font.
Edifici cantoner de planta rectangular format per dos cossos adossats, amb la coberta de teula de dos vessants i distribuït en planta baixa, pis i golfes. La façana principal, orientada al carrer Vilella, presenta un portal d'accés d'arc de mig punt adovellat, amb els brancals bastits amb carreus de pedra ben desbastats. Al costat hi ha una petita finestra rectangular amb l'emmarcament de pedra. Al pis, damunt del portal, hi ha una finestra rectangular amb els brancals fets amb carreus desbastats, la llinda plana i l'ampit motllurat. Al costat, una finestra d'arc deprimit còncau amb l'emmarcament arrebossat, que probablement reaprofita l'ampit de pedra motllurat. A les golfes destaca una finestra rectangular amb els batents de fusta treballats imitant els arcs d'inflexió. La façana lateral presenta un balcó exempt al pis, amb la llosana motllurada sostinguda per dues grans mènsules decorades. Tant el finestral de sortida com la resta d'obertures del parament són rectangulars i tenen els emmarcaments arrebossats.
La construcció presenta els paraments arrebossats i pintats, tot i que en determinades parts s'observa l'aparell de carreus de pedra desbastats. Les cantonades també presenten carreus de pedra ben escairats.